# Golo Brdo (gmina Kneževo)
Golo Brdo (cyr. Голо Брдо) – wieś w Bośni i Hercegowinie, w Republice Serbskiej, w gminie Kneževo. W 2013 roku liczyła 137 mieszkańców.